# Merve Çağıran
Merve Çağıran (* 13. Juli 1992 in Balıkesir) ist eine türkische Schauspielerin.

## Leben und Karriere
Çağıran wurde am 13. Juli 1992 in Balıkesir geboren. Sie schloss die Schule in Izmir ab. Ihr Debüt gab sie 2010 in der FernsehserieTek Türkiye. Danach tauchte sie in verschiedene Serien auf. Ihren Durchbruch hatte sie 2016 in Aşk Laftan Anlamaz 2018 bekam sie die Auszeichnung Altın Kelebek Award mit dem Shining Star Award Zwischen 2021 und 2022 spielte sie in Kalp Yarası mit.

## Filmografie
Filme
- 2016: İkimizin Yerine

Serien
- 2010: Tek Türkiye
- 2012: Farklı Desenler
- 2013: Ekip 1 - Nizama Adanmış Ruhlar
- 2013–2014: Şefkat Tepe
- 2013–2014: Ötesiz İnsanlar
- 2014: Hıyanet Sarmalı
- 2014: Kaçak Gelinler
- 2014–2015: Küçük Gelin
- 2015: Tatlı Küçük Yalancılar
- 2016–2017: Aşk Laftan Anlamaz
- 2017: Fi
- 2017: Kalp Atışı
- 2018: Bozkır
- 2018–2019: Çarpışma
- 2019–2020: Çocuk
- 2021–2022: Kalp Yarası